# Granges-la-Ville
Granges-la-Ville é uma comuna francesa na região administrativa da Borgonha-Franco-Condado, no departamento do Alto Sona. Estende-se por uma área de 2.61 km². Em 2010 a comuna tinha 192 habitantes (densidade: 73,6 hab./km²).